# 2022년 12월 죽음
다음은 2022년 12월에 사망한 저명한 인물 목록이다.
- 12월 1일
  - 대한민국의 정치인 유재건
  - 미국의 야구선수 게일로드 페리
- 12월 2일
  - 일본의 축구선수 기쿠가와 요시오
  - 미국의 영화배우 알 스트뢰벨
  - 대한민국의 정치인 김영복
  - 대한민국의 배우 염동헌
  - 대한민국의 정치인 최병렬
- 12월 4일
  - 대한민국의 바둑기사 권경언
  - 다게스탄 공화국의 제1대 대통령 마고메달리 마고메도프
- 12월 5일 - 미국의 배우 커스티 앨리
- 12월 6일 - 일본의 가수 미즈키 이치로
- 12월 8일
  - 대한민국의 사회기관단체인 노옥희
  - 일본의 영화감독 요시다 요시시게
- 12월 9일 - 니카라과의 배우 페드로 미겔 아르세
- 12월 12일
  - 미국의 영화배우 스튜어트 마골린
  - 일본의 만화가 오타 고사쿠
  - 캐나다의 정치인 짐 카
- 12월 13일 - 미국의 야구선수 커트 시몬스
- 12월 16일
  - 대한민국의 배우 김성옥
  - 세르비아의 축구선수 시니샤 미하일로비치
  - 대한민국의 정치인 송영진
- 12월 18일
  - 이탈리아의 영화배우 다니엘라 조르다노
  - 이탈리아의 영화배우 란도 버잔카
  - 홍콩의 소설가 시시
  - 영국의 음악가 테리 홀
- 12월 21일 - 미국의 영화배우 다이안 맥베인
- 12월 22일
  - 대한민국의 기업인, 공무원 김백준
  - 대한민국의 번역가 천병희
- 12월 23일
  - 스페인의 축구감독 체추 로호
  - 대한민국의 만화가 이홍우
- 12월 24일
  - 대한민국의 모델 예학영
  - 이탈리아의 정치인 프란코 프라티니
- 12월 25일
  - 대한민국의 경제학자 변형윤
  - 대한민국의 소설가 조세희
- 12월 26일 - 조선민주주의인민공화국의 군인 노금석
- 12월 29일
  - 이탈리아의 영화감독 루제로 데오다토
  - 에스토니아의 정치인 에드가르 사비사르
  - 러시아의 작곡가 예두아르트 아르테미예프
  - 잉글랜드의 패션디자이너 비비안 웨스트우드
  - 브라질의 축구선수 펠레
- 12월 30일 - 미국의 언론인 바버라 월터스
- 12월 31일
  - 대한민국의 사진작가 김중만
  - 바티칸 시국의 제265대 가톨릭 교황 베네딕토 16세